# Svatava Kysilková
Svatava Kysilková, coniugata Faifrová  (Praga, 29 dicembre 1964), è un'ex cestista cecoslovacca.

## Carriera
Con la Cecoslovacchia ha disputato i Giochi olimpici di Seul 1988, i Campionati mondiali del 1986 e tre edizioni dei Campionati europei (1985, 1987, 1989).